# Пам'ятки історії Славутського району
У Славутському районі Хмельницької області згідно з даними управління культури, туризму і курортів Хмельницької облдержадміністрації перебуває 56 пам'яток історії. 54 з них стосуються подій німецько-радянської війни.
| № пп | Охорон. номер | Найменування                                                                                     | Місцезнаходження                                                               | Рік встановлення | Автор                                         |
| ---- | ------------- | ------------------------------------------------------------------------------------------------ | ------------------------------------------------------------------------------ | ---------------- | --------------------------------------------- |
| 1    | 1042          | Меморіальний комплекс: Пам'ятний знак на честь воїнів-односельчан. Братська могила жертв фашизму | с. Бачманівка, вул. Сонячна, 4                                                 | 1965             | № 66 від 11.03.1972                           |
| 2    | 1074          | Приміщення колишнього райкому комсомолу, де працював секретарем М. О. Островський                | с. Берездів, вул. Островського, 46                                             | 1922 1971        | № 84 від 25.03.1971                           |
| 3    | 1034          | Братська могила радянських воїнів                                                                | с. Берездів                                                                    | 1954             | № 66 від 11.03.1972                           |
| 4    | 1857          | Пам'ятний знак на честь воїнів-односельчан                                                       | с. Варварівка, вул. Шкільна, 3                                                 | 1968             | № 31 від 19.01.1983                           |
| 5    | 1043          | Пам'ятний знак на честь воїнів-односельчан                                                       | с. Вачів                                                                       | 1968 заміна 1996 | місцеві майстри                               |
| 6    | 1044          | Пам'ятний знак на честь воїнів-односельчан                                                       | с. Великий Скнит, вул. Зарічна, 1                                              | 1967 заміна 2004 | місцеві майстри                               |
| 7    | 1858          | Пам'ятний знак на честь воїнів-односельчан та жертв холокосту                                    | с. Волиця, вул. Ковпака, 48                                                    | 1981             | Львівська КСФ                                 |
| 8    | 1045          | Пам'ятний знак на честь воїнів-односельчан                                                       | с. Ганнопіль, вул. Буденного, 13                                               | 1953             | Київське ХВО «Художник»                       |
| 9    | 1885          | Пам'ятний знак спаленому селу                                                                    | с. Голики, вул. Колгоспна, 2                                                   | 1974             | Львівська КСФ                                 |
| 10   | 1046          | Пам'ятний знак на честь воїнів-односельчан                                                       | с. Головлі, вул. Ветеранів, 25                                                 | 1967             | Львівська КСФ                                 |
| 11   | 1859          | Пам'ятний знак на честь воїнів-односельчан                                                       | с. Гориця                                                                      | 1968 заміна 1987 | Київське ХВО «Художник»                       |
| 12   | 1861          | Пам'ятний знак на честь воїнів-односельчан та жертв фашизму                                      | с. Губельці, вул. Центральна, 1                                                | 1978             | Львівська КСФ                                 |
| 13   | 1047          | Пам'ятний знак на честь воїнів-односельчан                                                       | с. Довжки                                                                      | 1968 заміна 1978 | Житомирська КСМ                               |
| 14   | 1050          | Пам'ятний знак на честь воїнів-односельчан                                                       | с. Дяків (колишнє с. Жовтневе), вул. Радянська, 81                             | 1967 заміна 2002 | місцеві майстри                               |
| 15   | 1049          | Пам'ятний знак на честь воїнів-односельчан                                                       | с. Дятилівка, вул. Радянська, 55                                               | 1967 заміна 1990 | Львівська КСФ автор — А. В. Галян             |
| 16   | 1862          | Пам'ятний знак на честь воїнів-односельчан                                                       | с. Жуків західна околиця села                                                  | 1974             | Львівська КСФ                                 |
| 17   | 1039          | Могила сількора Ф. І. Савчука                                                                    | с. Зубівщина, вул. сількора Савчука                                            | 1932 заміна 2002 | місцеві майстри                               |
| 18   | 1051          | Пам'ятний знак на честь воїнів-односельчан                                                       | с. Киликиїв, вул. Козацький шлях, 28                                           | 1966             | місцеві майстри                               |
| 19   | 1052          | Пам'ятний знак на честь воїнів-односельчан                                                       | с. Клепачі, вул. Шкільна, 7                                                    | 1976             | Житомирська ХВМ                               |
| 20   | 1053          | Пам'ятний знак на честь воїнів-односельчан                                                       | с. Красносілка, вул. Зелена                                                    | 1965 заміна 2005 | Київське ХВО «Художник»                       |
| 21   | 1865          | Пам'ятний знак на честь воїнів-односельчан                                                       | с. Красностав                                                                  | 1968             | Житомирська ХВМ                               |
| 22   | 2320          | Братська могила жертв фашизму                                                                    | 3 км на схід від с. Красностав, в лісі                                         | 1957             | місцеві майстри                               |
| 23   | 1054          | Пам'ятний знак на честь воїнів-односельчан                                                       | с. Крупець, вул. Б. Хмельницького,46                                           | 1968             | Київське ХВО «Художник»                       |
| 24   | 1055          | Пам'ятний знак на честь воїнів-односельчан                                                       | с. Кутки                                                                       | 1965 заміна 1987 | Київське ХВО «Художник»                       |
| 25   | 1056          | Пам'ятний знак на честь воїнів-односельчан                                                       | с. Лисиче                                                                      | 1968 заміна 1979 | Львівська КСФ                                 |
| 26   | 1868          | Пам'ятний знак на честь воїнів-односельчан                                                       | с. Малий Правутин, вул. Центральна, 1                                          | 1970 заміна 2005 | місцеві майстри                               |
| 27   | 1057          | Пам'ятний знак на честь воїнів-односельчан                                                       | с. Малий Скнит, вул. Сонячна, 1                                                | 1966 заміна 1995 | Київське ХВО «Художник»                       |
| 28   | 1866          | Пам'ятний знак на честь воїнів-односельчан                                                       | с. Манятин, вул. Лавренчука, 1                                                 | 1968             | Житомирська ХВМ                               |
| 29   | 1058          | Пам'ятний знак на честь воїнів-односельчан                                                       | с. Миньківці, вул. Центральна, 74                                              | 1966             | Львівська КСФ                                 |
| 30   | 1059          | Пам'ятний знак на честь воїнів-односельчан                                                       | с. Мирутин, вул. Центральна, 36                                                | 1965 заміна 1981 | Житомирська ХВМ                               |
| 31   | 1060          | Пам'ятний знак на честь воїнів-односельчан                                                       | с. Нараївка, вул. Перемоги, 2                                                  | 1967 заміна 2004 | Київське ХВО «Художник»                       |
| 32   | 1061          | Пам'ятний знак на честь воїнів-односельчан                                                       | с. Ногачівка, вул. Перемоги, 1а                                                | 1968 заміна 1991 | Київське ХВО «Художник»                       |
| 33   | 1062          | Пам'ятний знак на честь воїнів-односельчан                                                       | с. Перемишель                                                                  | 1968 заміна 1989 | Київське ХВО «Художник»                       |
| 34   | 1871          | Пам'ятний знак на честь воїнів-односельчан                                                       | с. Печиводи, вул. Пархоменка, 45                                               | 1970             | Київське ХВО «Художник»                       |
| 35   | 1063          | Пам'ятний знак на честь воїнів-земляків                                                          | с. Піддубці, вул. Островського, 66                                             | 1967             | Київське ХВО «Художник»                       |
| 36   | 1872          | Пам'ятний знак на честь воїнів-односельчан                                                       | с. Плоска, вул. Перемоги, 1а                                                   | 1978             | Житомирська КСМ                               |
| 37   | 1064          | Пам'ятний знак на честь воїнів-земляків                                                          | с. Полянь, вул. Щорса, 1                                                       | 1967 заміна 1983 | Київське ХВО «Художник»                       |
| 38   | 1065          | Пам'ятний знак на честь воїнів-односельчан                                                       | с. Понора, вул. Будьонного, 104                                                | 1967 заміна 1995 | Київське ХВО «Художник»                       |
| 39   | 1066          | Пам'ятний знак на честь воїнів-односельчан                                                       | с. Прикордонна Улашанівка, вул. Кузнєцова, 14                                  | 1967 заміна 1995 | Київське ХВО «Художник»                       |
| 40   | 1067          | Пам'ятний знак на честь воїнів-односельчан                                                       | с. Рівки                                                                       | 1968 заміна 1984 | Київське ХВО «Художник»                       |
| 41   | 1035          | Братська могила партизан                                                                         | 1,5 км на захід від с. Романіни, 26 кв. Хутірського лісництва, урочище Якубиха | 1957 заміна 1995 | місцеві майстри                               |
| 42   | 1068          | Пам'ятний знак на честь воїнів-односельчан                                                       | с. Соснівка                                                                    | 1969             | місцеві майстри                               |
| 43   | 1069          | Пам'ятний знак на честь воїнів-односельчан                                                       | с. Ставичани                                                                   | 1965 заміна 2005 | місцеві майстри                               |
| 44   | 1078          | Місце стоянки підривних груп партизанського з'єднання імені Ф. М. Михайлова                      | 8 км на захід від с. Старий Кривин, 57 кв. Кривинського лісництва              | 1965             | місцеві майстри                               |
| 45   | 1070          | Пам'ятний знак на честь воїнів-односельчан                                                       | с. Старий Кривин                                                               | 1968             | Київське ХВО «Художник»                       |
| 46   | 1875          | Могила комуністів Я. Л. Брег, О. П. Брег                                                         | с. Стригани                                                                    | 1978             | місцеві майстри                               |
| 47   | 1075          | Приміщення школи, де вчителювали А. З. Одуха та Г. Р. Охман                                      | с. Стригани                                                                    | 19 381 967       | місцеві майстри                               |
| 48   | 1079          | Пам'ятний знак на честь партизан                                                                 | с. Стригани                                                                    | 1967             | місцеві майстри                               |
| 49   | 1874          | Братська могила радянських воїнів і партизан                                                     | с. Стригани                                                                    | 1980             | Львівська КСФ                                 |
| 50   | 1873          | Пам'ятний знак на честь воїнів-односельчан                                                       | с. Сьомаки, вул. Лісна, 1                                                      | 1963             | місцеві майстри                               |
| 51   | 1071          | Пам'ятний знак на честь воїнів-односельчан                                                       | с. Улашанівка                                                                  | 1968 заміна 2009 | Львівська КСФ художник-скульптор Шлапак В. І. |
| 52   | 1877          | Пам'ятний знак на честь воїнів-односельчан                                                       | с. Хвощівка                                                                    | 1974             | Львівська КСФ                                 |
| 53   | 1072          | Пам'ятний знак на честь воїнів-односельчан                                                       | с. Хоняків, вул. Шевченка, 54                                                  | 1967 заміна 1995 | Київське ХВО «Художник»                       |
| 54   | 1878          | Пам'ятний знак на честь воїнів-односельчан                                                       | с. Хоросток                                                                    | 1969             | Львівська КСФ                                 |
| 55   | 1073          | Пам'ятний знак на честь воїнів-односельчан                                                       | с. Цвітоха                                                                     | 1968             | Хмельницька мехколона облміжколгоспбуду       |
| 56   | 1879          | Пам'ятний знак на честь воїнів-односельчан                                                       | с. Яблунівка, вул. Ватутіна, 24                                                | 1972             | Житомирські ХВМ                               |
|      |               |                                                                                                  |                                                                                |                  |                                               |